# Whatever You Want (Pink)
Whatever You Want è un singolo della cantautrice statunitense Pink, pubblicato il 4 giugno 2018 come terzo estratto dal settimo album in studio Beautiful Trauma.

## Classifiche
| Classifica (2017-18) | Posizione massima |
| -------------------- | ----------------- |
| Australia            | 44                |
| Belgio (Fiandre)     | 56                |
| Belgio (Vallonia)    | 97                |
| Svizzera             | 79                |